# Goppoltsried
Goppoltsried ist ein Ortsteil des Marktes Neukirchen-Balbini im Landkreis Schwandorf des Regierungsbezirks Oberpfalz im Freistaat Bayern.

## Geografie
Goppoltsried liegt am Südostrand von Neukirchen-Balbini und an der Staatsstraße 2150. In Goppoltsried entspringt der Goppoltsrieder Graben.

## Adeliges Landgut
Vom 12. bis zum 16. Jahrhundert war Goppoltsried ein adeliges Landgut. Erwähnt wurden die Brüder Counrath und Bruno de Gotepoldesruit (1150), Ulrich von Copoltsruit (1382), Thomas Toringer zu Goppoltsried (1513), Thomas Mangst, Landsasse auf Goppoltsried (1518, 1526).

## Geschichte
Goppoltsried (auch: Gotepoldesruith, Gotpoldesruitt, Gotpoldesreitt, Copoltsruit, Goboltsrivt, Gopplesriet, Gobblersrieth, Goppoltsrieth, Goppolßrieth) gehört zu den Bamberger Gründungen aus dem ersten Drittel des 12. Jahrhunderts. Es wurde in der Ausstattungsurkunde von 1138 erstmals schriftlich erwähnt.
Heinrich II. stattete 1007 das Erzbistum Bamberg mit seinem Allodialgut Nittenau aus. 1110 gründete Bischof Otto von Bamberg das Kloster Prüfening. Diesem übergab er Orte in der Umgebung von Nittenau und in der Umgebung von Neukirchen-Balbini. Diese Orte unterstanden zunächst den Ämtern Nittenau und Wetterfeld. Später wurden sie Bestandteil des kurpfälzischen Landrichteramtes Neunburg vorm Wald. In der Ausstattungsurkunde von 1138 wurden folgende Orte genannt: Enzenried, Goppoltsried, Grottenthal, Lengfeld, Meigelsried, Neukirchen-Balbini, Thanried, Stocksried (Unter-, Oberstocksried) und Wirnetsried.
1139 wurde durch Bischof Otto Goppoltsried als Besitz des Klosters Prüfening bestätigt. 1280 erwarben die Landgrafen Gebhard und Friedrich von Leuchtenberg die Vogtei über Goppoltsried von Konrad von Paulsdorf.
Goppoltsried wurde 1462 in einem Vidimus des Abtes Caspar Wildpart vom Kloster Frauenzell für das Kloster Walderbach aufgeführt. Es gehörte zu denjenigen Orten des Landrichteramtes Neunburg vorm Wald, die dem Kloster Walderbach zinspflichtig waren.
1518 und 1526 wurde Thomas Mangst als Landsasse auf Goppoltsried immatrikuliert. 1544 wurde das Gut Goppoltsried eingezogen und besteuert.
Neunburg wurde zu Beginn des 16. Jahrhunderts in ein Inneres und ein Äußeres Gericht unterteilt. Das Innere Gericht umfasste den Ostteil des Gebietes und das Äußere Gericht den Westteil. Die Grenze zwischen Innerem und Äußerem Gericht verlief von Norden nach Süden: Die Ortschaften Oberauerbach, Fuhrn und Taxöldern gehörten zum Äußeren Amt, während Grasdorf, Luigendorf und Pingarten zum Inneren Amt gehörten. Goppoltsried gehörte zum Inneren Amt. Laut Musterungsregister hatte es 1522 5 Mannschaften und 1572 6 Mannschaften.
Goppoltsried hatte laut Amtsverzeichnis von 1622 4 Höfe, 2 Güter. 1631 gehörten 5 Anwesen in Goppoltsried zum Landgericht Neunburg, 1 Hof und 2 Güter zum Kloster Walderbach mit 3 Untertanen, die der Steuer und Vogtobrigkeit des Landgerichts Neunburg unterstanden. Das Steuerbuch von 1631 führte für Goppoltsried auf: 3 Höfe, 2 Güter, 1 Inwohner (Hüter), 51 Rinder, 51 Schafe, 2 Ziegen, 2 Bienenstöcke. Zum Kloster Walderbach: 1 Hof, 2 Güter, 27 Rinder, 21 Schafe, 6 Bienenstöcke. Die Steuer betrug 27 Gulden 17½ Kreuzer. 1661, nach dem Dreißigjährigen Krieg, hatte Goppoltsried 3 Höfe, 2 Güter, 3 Pferde, 22 Rinder, 1 Schwein, 1 Ziege. Zum Kloster Walderbach: 1 Hof, 2 Güter, 25 Rinder, 1 Schaf, 1 Bienenstock. Die Steuer betrug 11 Gulden 58¾ Kreuzer. Im Amtsverzeichnis von 1667 wurde ein Hof in Goppoltsried als reichenbachisches Lehen aufgeführt. 1762 wurde Goppoltsried mit 9 Anwesen verzeichnet, 1783 als Dorf, 1785 mit Naturalzins von 1 Person, 1797 mit Geld- und Naturalzins von 2 Anwesen zum Kloster Walderbach. Gegen Ende des 18. Jahrhunderts gehörten 2 Anwesen in Goppoltsried zum Stift Fuhrn. 1808 hatte Goppoltsried 7 Anwesen, darunter 1 Gemeinde-Hüthaus. Eigentümer waren Gruber, Probst, Gleixner, Müllbaur, Gebhard, Lacher.
1808 wurde die Verordnung über das allgemeine Steuerprovisorium erlassen. Mit ihr wurde das Steuerwesen in Bayern neu geordnet und es wurden Steuerdistrikte gebildet. Dabei kam Goppoltsried zum Steuerdistrikt Enzenried. Der Steuerdistrikt Enzenried bestand aus den Ortschaften Dehnhof mit 1 Anwesen, Enzenried mit 9 Anwesen, Goppoltsried mit 7 Anwesen, Grottenthal mit 1 Anwesen, Hansenried mit 13 Anwesen, Hippoltsried mit 3 Anwesen, Oed bei Goppoltsried (Oedhof) mit 2 Anwesen, Rodlseign mit 1 Anwesen, Weihermühle mit 1 Anwesen, Wirnetsried mit 1 Anwesen, Ziegenmühle mit 2 Anwesen.
1820 wurden im Landgericht Neunburg vorm Wald Ruralgemeinden gebildet. Dabei kam Goppoltsried zur Ruralgemeinde Boden. Zur Ruralgemeinde Boden gehörten die Dörfer Boden mit 10 Familien, Goppoltsried mit 6 Familien, die Weiler Etzmannsried mit 2 Familien, Hippoltsried mit 3 Familien, Oed mit 2 Familien und die Einöden Rodlseign mit 1 Familie, Stadlhof mit 1 Familie und Wirnetsried mit 1 Familie. Ab 1861 wurde Grottenthal als Teil der Gemeinde Boden aufgeführt.
Im Zuge der Gebietsreform in Bayern wurde 1972 die Gemeinde Boden aufgelöst und nach Neukirchen-Balbini eingemeindet.
Goppoltsried gehört zur Pfarrei Neukirchen-Balbini. 1997 hatte Goppoltsried 31 Katholiken.

## Einwohnerentwicklung ab 1809
| Jahr | Einwohner  | Gebäude |
| ---- | ---------- | ------- |
| 1809 | 50         | k. A.   |
| 1820 | 6 Familien | k. A.   |
| 1838 | 51         | 8       |
| 1861 | 62         | 25      |
| 1871 | 52         | 35      |
| 1885 | 54         | 8       |
| 1900 | 45         | 9       |

| Jahr | Einwohner | Gebäude |
| ---- | --------- | ------- |
| 1913 | 51        | 8       |
| 1925 | 51        | 10      |
| 1950 | 65        | 9       |
| 1961 | 51        | 10      |
| 1970 | 41        | k. A.   |
| 1987 | 41        | 11      |
| 2011 | 35        | k. A.   |

## Denkmalschutz
In Goppoltsried steht ein denkmalgeschütztes Wohnstallhaus, im Kern aus dem 18. Jahrhundert, Denkmalnummer D-3-76-146-9. Es hat ein seitliches Gredvordach.